# Lanta peniculiger
Lanta peniculiger är en kackerlacksart som beskrevs av Morgan Hebard 1921. Lanta peniculiger ingår i släktet Lanta och familjen småkackerlackor. Inga underarter finns listade i Catalogue of Life.